# China Railways SS9
A China Railways SS9 sorozat egy kínai Co'Co' tengelyelrendezésű villamosmozdony-sorozat. 1998 és 2006 között gyártotta a Zhuzhou Electric Locomotive Works. A két prototípust 1998. december 26-án fejezték be. Összesen 214 db-ot gyártottak belőle 2006-ig. Feladata a nagysebességű személyvonatok vontatása.

## Módosított változat
A Zhuzhou mozdonygyár 43 db első generációs SS9-et gyártott. 2002 elejétől az SS9 módosított változatát tervezték és gyártották. Összesen 173 (0004 és 0044 ～ 0213) módosított SS9-et építettek.

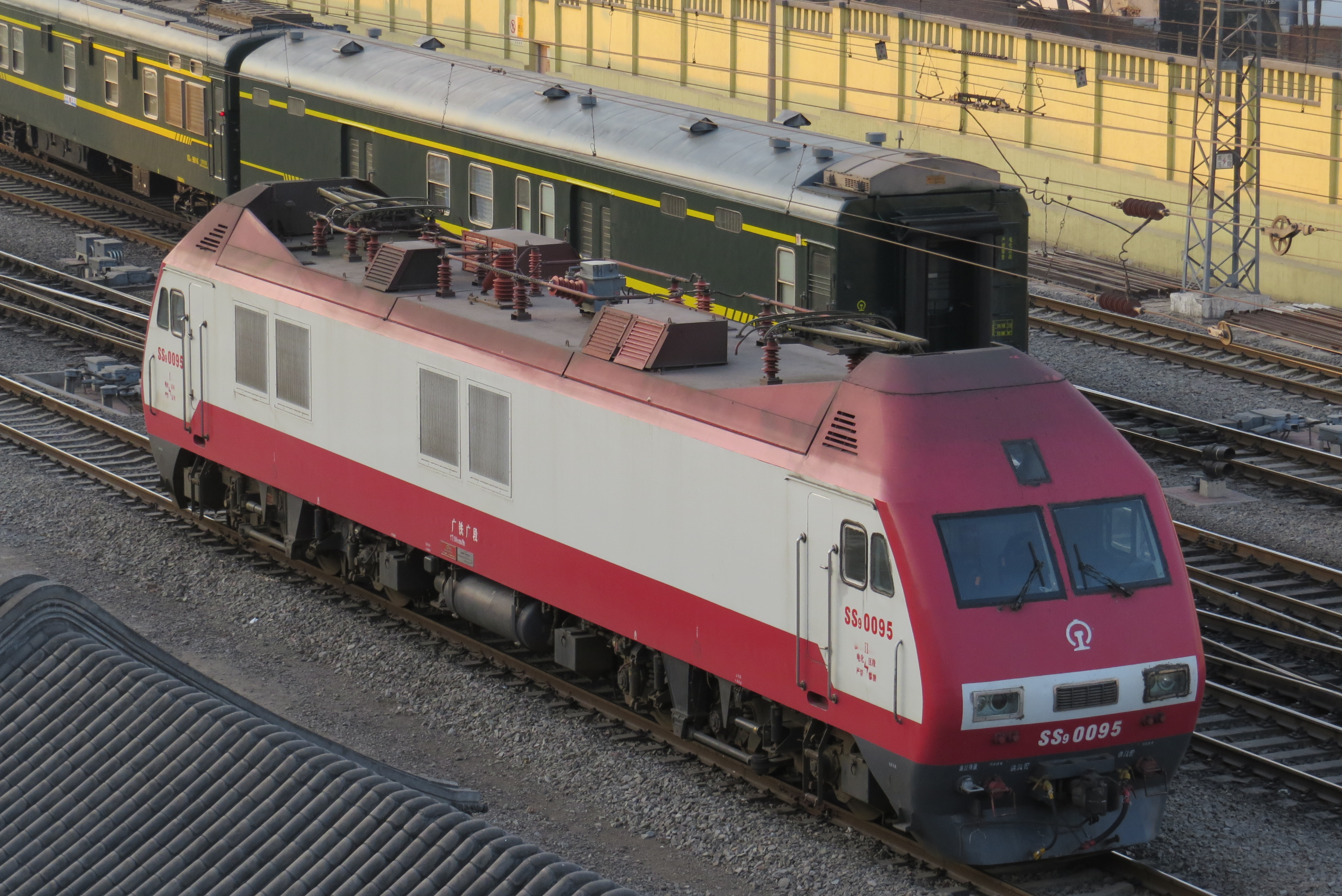
Egy módosított SS9, nem hivatalos nevén SS9G, a Peking Főpályaudvaron 2014-ben
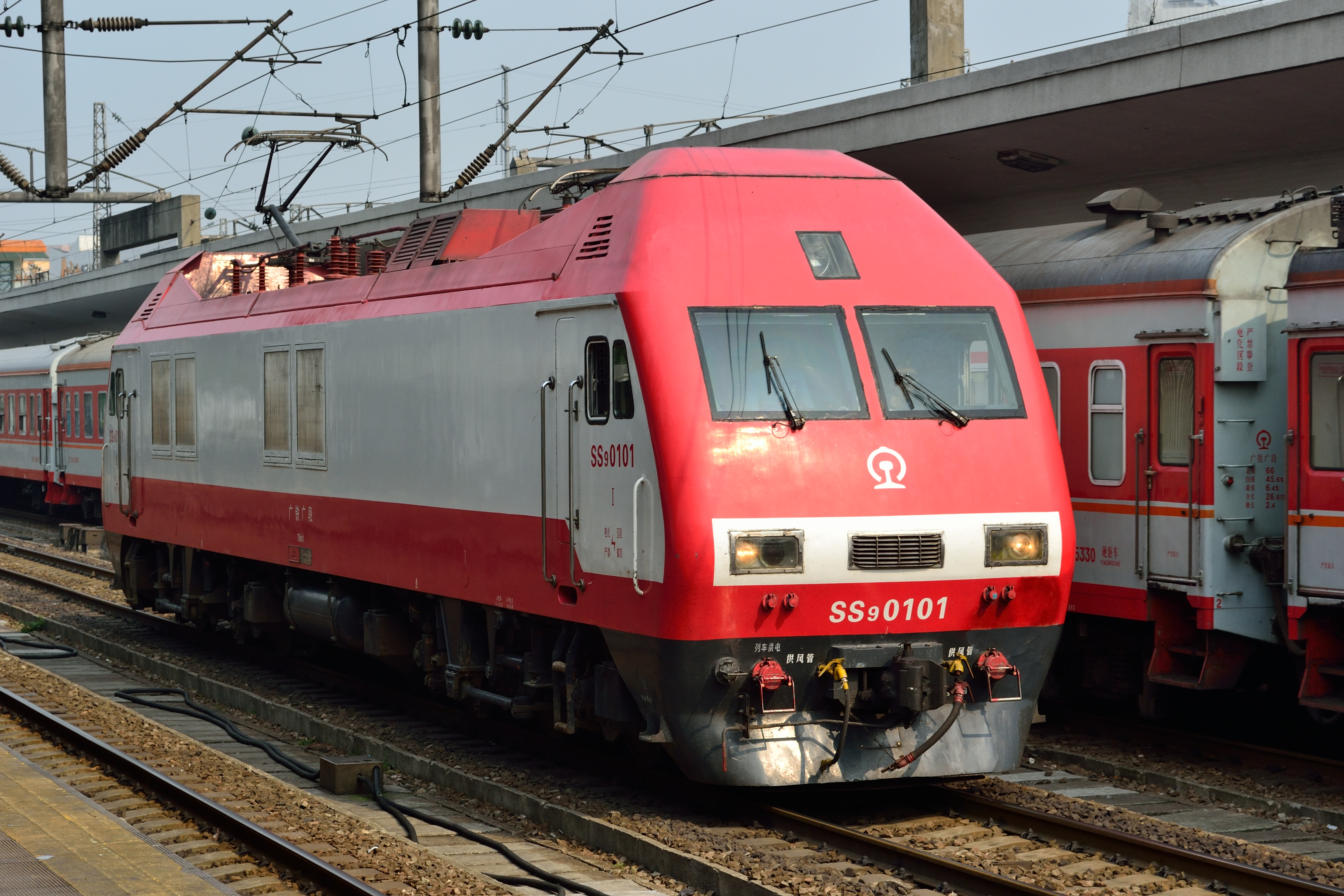
SS9(G) 0101 Kanton vasútállomáson
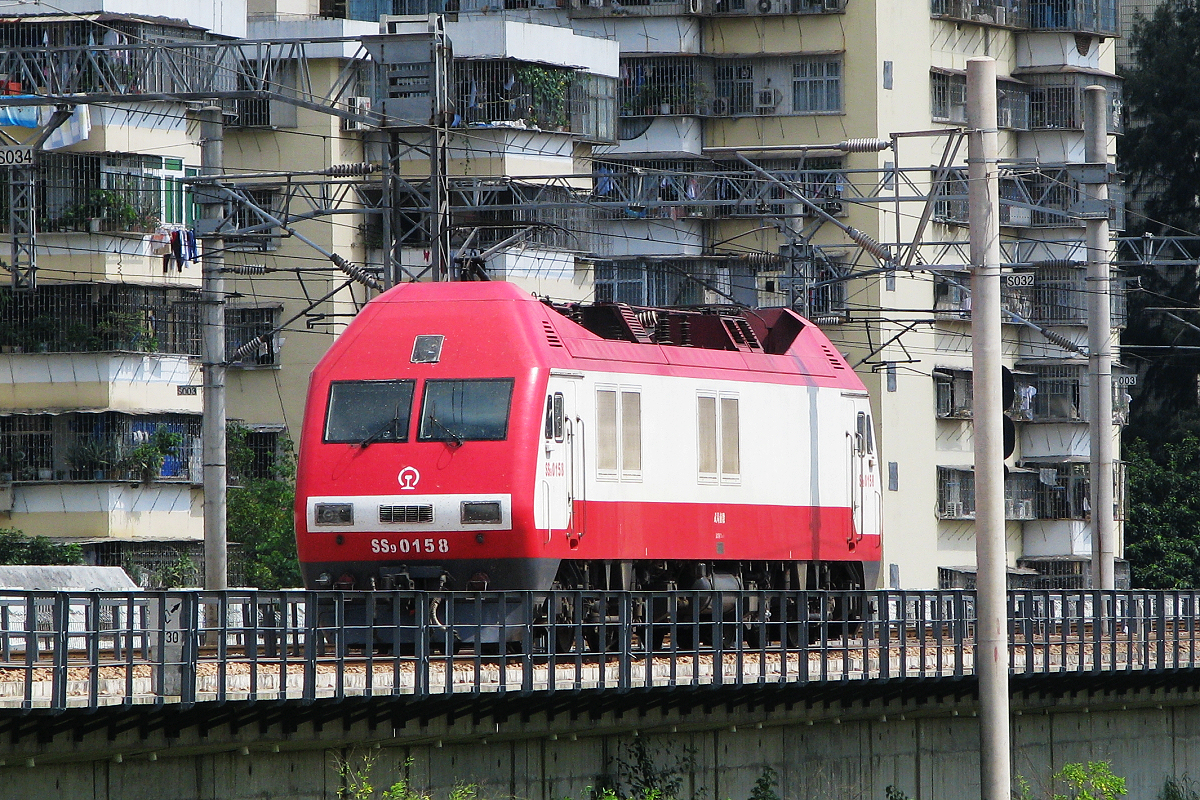
SS9(G) 0158